# Kelter (Aldingen)

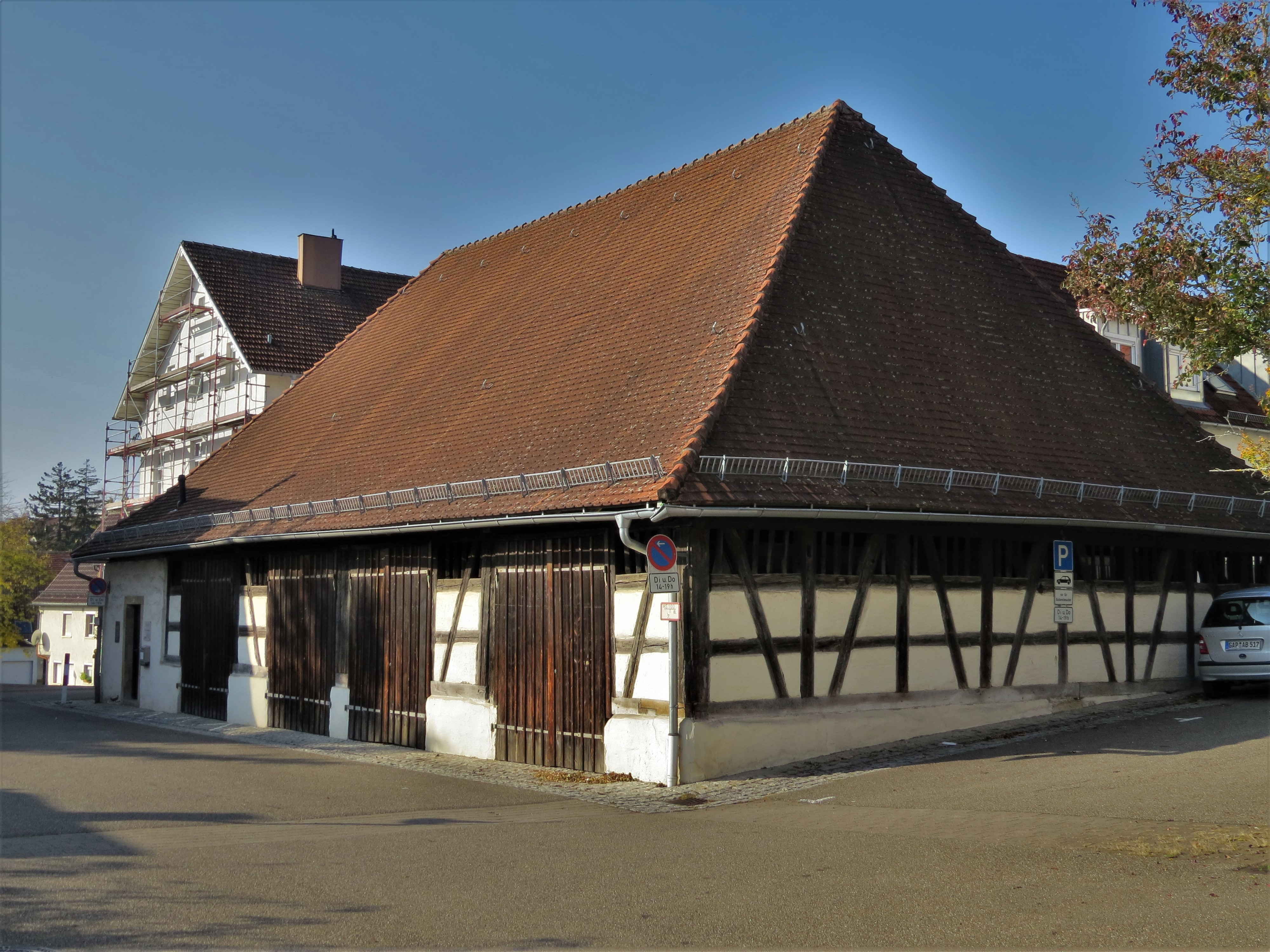
Kelter in Aldingen

Die ehemalige Kelter ist ein denkmalgeschütztes Gebäude im Stadtteil Aldingen der Stadt Remseck am Neckar im Landkreis Ludwigsburg. Das Gebäude wurde im Laufe der Zeit mehrfach umgenutzt und diente unter anderem als Backhaus und Feuerwehrmagazin. Seit 2006 wird die Kelter als Aldinger Ortsbücherei genutzt.

## Geschichte
Ein 1666 erbauter Vorgänger der heutigen Kelter befand sich nahe dem damaligen Dorf Aldingen. 1720 wurde dieser Vorgängerbau durch die Ortsherren, die Herren von Kaltental, aufgegeben und als Ersatz die heutige Kelter näher an den für Weinbau genutzten Fluren errichtet. Die Kelter befand sich zu diesem Zeitpunkt außerhalb des eigentlichen Ortes. 
1746 ging Aldingen von den Kaltentalern an Württemberg. Bereits 1777 befand sich die Kelter in einem dem Einsturz nahen Zustand. 1822 übernahm die Gemeinde Aldingen selbst das Gebäude. 1844 wurde ein Backhaus in die Kelter integriert. Nachdem der Weinbau in Aldingen zum Erliegen gekommen war, diente das Gebäude zudem als Magazin für die Feuerspritzen. 1892 wurde die Kelter in südwestlicher Richtung erweitert. Vor dem Jahr 1922, als in Aldingen erstmals eine Sporthalle errichtet wurde, nutzten zudem die Turner des 1898 gegründeten TV Aldingen die Kelter für ihre Turnübungen. 1923 erhielt die Kelter elektrisches Licht. In der Folgezeit diente sie vor allem als städtisches Lager und Magazin. 1991/1992 wurde sie grundlegend saniert.
Seit 2006 wird die Kelter als Aldinger Ortsbücherei genutzt. Sie ist somit eine Außenstelle der städtischen Mediathek Remsecks. Um dies zu ermöglichen wurde in Containerbauweise aus sieben Fertigbaumodulen ein autarkes Systemgebäude mit eigener Heizung und Stromversorgung im Inneren der Kelter eingebaut.